# Quintana (Alava)
Pour les articles homonymes, voir Quintana.
Quintana en espagnol ou Kinta en basque est une commune ou contrée de la municipalité de Bernedo dans la province d'Alava dans la Communauté autonome basque (Espagne).

## Référence
1. ↑  Officiellement « Quintana » Euskal Herriko leku 2012-07-25 (Site d'Euskaltzaindia ou Académie de la langue basque)